# Palazzo Medici (Pisa)
Palazzo Medici, già Palazzo Appiano, è un palazzo di Pisa situato sul Lungarno Mediceo. Oggi è sede della Prefettura. 

## Storia

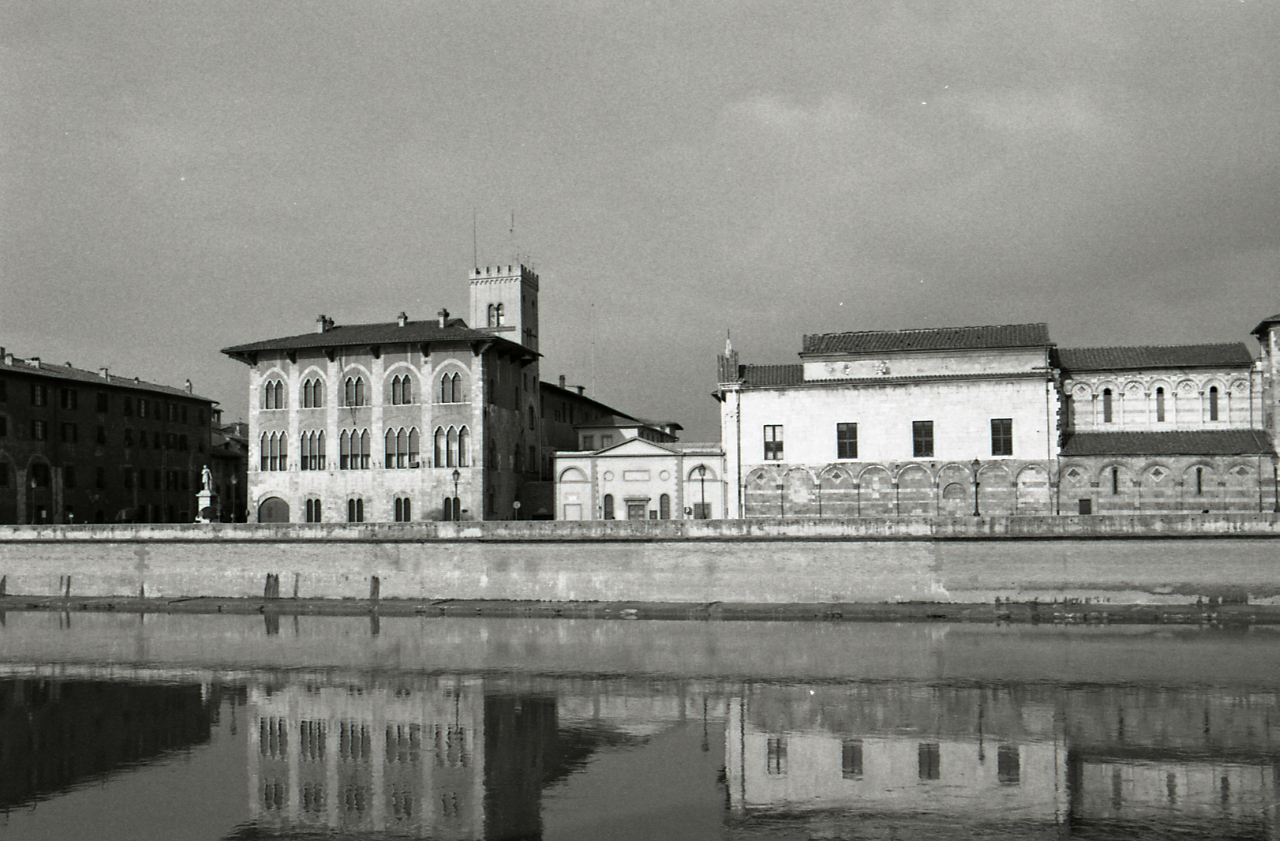
Vista del lungarno Mediceo con Palazzo Medici (a sinistra) e la chiesa e convento di San Matteo, in una foto di Paolo Monti, 1973

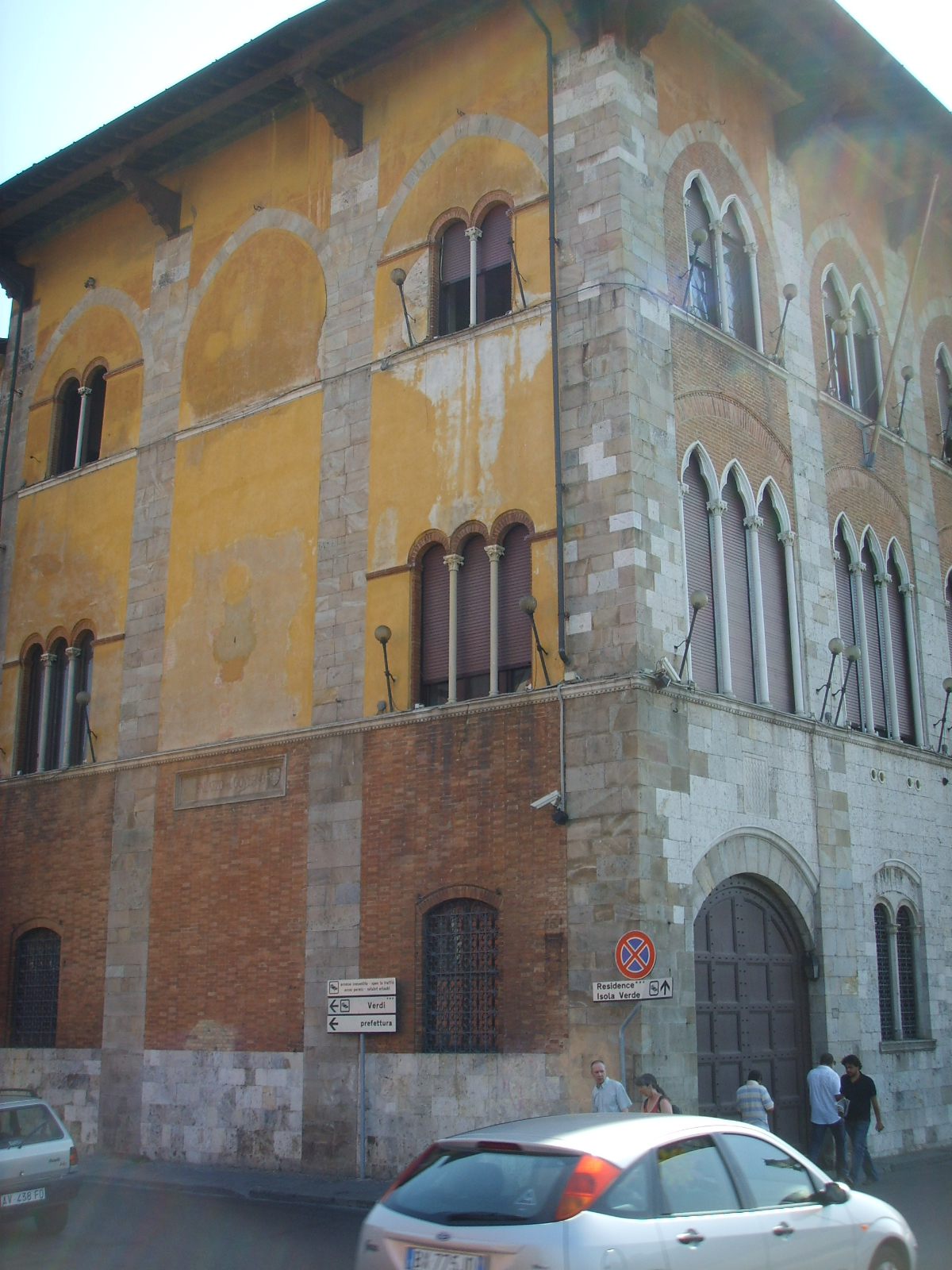
Fiancata del palazzo dove sono visibili le strutture portanti medievali

Le forme attuali del palazzo risalgono al Duecento, per questo era conosciuto anche come Palazzo "Vecchio", e venne edificato su costruzioni precedenti risalenti all'XI secolo. Vi abitarono gli Appiani, signori di Pisa dal 1392 al 1398, per venire poi acquistato dai Medici nel 1446, all'epoca di Piero il Gottoso; vi soggiornò spesso anche Lorenzo de' Medici, che veniva sulla costa toscana per curare la sua salute cagionevole, accompagnato dai suoi amici umanisti come Agnolo Poliziano. Carlo VIII di Francia, ospite di Piero il Fatuo nel 1494, risiedeva nel palazzo mentre la città di Firenze si ribellava a Piero proprio per la troppo vile sudditanza al monarca straniero.
Nel 1871 il palazzo venne restaurato da Ranieri Simonelli su commissione di Vittoria Spinola, figlia di Vittorio Emanuele II e della "Bella Rosina", con la trasformazione dell'edificio medievale secondo lo stile gotico, sostituendo le antiche finestre nelle attuali bifore e trifore ed aggiungendo una torre merlata in cotto. Il palazzo fu residenza della moglie morganatica del Re d'Italia nel 1885 e, anni più tardi, del giornalista Alessandro D'Ancona, primo direttore del quotidiano La Nazione di Firenze, nonché senatore e capo del movimento liberale toscano, che vi morì nel 1914.

## Struttura
La facciata mostra la copertura a pietra verrucana al pian terreno, dove si aprono delle bifore, mentre ai due piani superiori si notano i profili degli antichi piedritti e archi di scarico della struttura, che intervallano le eleganti trifore (al primo piano) e bifore (al secondo).